# Magnus Skylstad
Magnus Åserud Skylstad (nacido el 17 de junio de 1983) es un músico y productor discográfico noruego de Bergen. Empezó a tocar la batería alrededor de los quince años. Actualmente es compañero de la cantautora noruega Aurora y actúa como percusionista, baterista y corista ocasional de su banda en directo.

## Créditos de composición y producción
| Título                        | Año  | Artista | Álbum                                   | Compositor | Productor | Productor  | Productor | Productor |
| Título                        | Año  | Artista | Álbum                                   | Compositor | Principal | Secundario | Adicional | Vocal     |
| ----------------------------- | ---- | ------- | --------------------------------------- | ---------- | --------- | ---------- | --------- | --------- |
| "Awakening"                   | 2014 | Aurora  | Sin álbum - single                      | Hecho      |           |            |           |           |
| "Runaway"                     | 2015 | Aurora  | All My Demons Greeting Me as a Friend   | Hecho      | Hecho     |            |           |           |
| "Running with the Wolves"     | 2015 | Aurora  | All My Demons Greeting Me as a Friend   |            | Hecho     |            |           |           |
| "In Boxes"                    | 2015 | Aurora  | Running with the Wolves EP              |            | Hecho     |            |           |           |
| "Little Boy in the Grass"     | 2015 | Aurora  | Running with the Wolves EP              | Hecho      | Hecho     |            |           |           |
| "Murder Song (5, 4, 3, 2, 1)" | 2015 | Aurora  | All My Demons Greeting Me as a Friend   |            | Hecho     |            |           |           |
| "Half the World Away"         | 2015 | Aurora  | All My Demons Greeting Me as a Friend   |            | Hecho     |            |           |           |
| "Conqueror"                   | 2016 | Aurora  | All My Demons Greeting Me as a Friend   | Hecho      | Hecho     |            |           |           |
| "Lucky"                       | 2016 | Aurora  | All My Demons Greeting Me as a Friend   |            | Hecho     |            |           |           |
| "Winter Bird"                 | 2016 | Aurora  | All My Demons Greeting Me as a Friend   |            | Hecho     |            |           |           |
| "I Went Too Far"              | 2016 | Aurora  | All My Demons Greeting Me as a Friend   | Hecho      | Hecho     |            |           |           |
| "Through the Eyes of a Child" | 2016 | Aurora  | All My Demons Greeting Me as a Friend   |            | Hecho     |            |           |           |
| "Warrior"                     | 2016 | Aurora  | All My Demons Greeting Me as a Friend   |            | Hecho     |            |           |           |
| "Home"                        | 2016 | Aurora  | All My Demons Greeting Me as a Friend   |            | Hecho     |            |           |           |
| "Under the Water"             | 2016 | Aurora  | All My Demons Greeting Me as a Friend   |            | Hecho     |            |           |           |
| "Black Water Lilies"          | 2016 | Aurora  | All My Demons Greeting Me as a Friend   |            | Hecho     |            |           |           |
| "Nature Boy"                  | 2016 | Aurora  | All My Demons Greeting Me as a Friend   |            | Hecho     |            |           |           |
| "In Bottles" (con Aurora)     | 2017 | Kölsch  | 1989                                    | Hecho      |           |            |           |           |
| "Youth"                       | 2018 | Halie   |                                         | Hecho      | Hecho     |            |           |           |
| "Queendom"                    | 2018 | Aurora  | Infections of a Different Kind (Step 1) |            |           |            | Hecho     |           |
| "Forgotten Love"              | 2018 | Aurora  | Infections of a Different Kind (Step 1) |            |           |            | Hecho     |           |
| "It Happened Quiet"           | 2018 | Aurora  | Infections of a Different Kind (Step 1) |            |           |            | Hecho     |           |
| "Soft Universe"               | 2018 | Aurora  | Infections of a Different Kind (Step 1) |            |           |            | Hecho     |           |
| "Animal"                      | 2019 | Aurora  | A Different Kind of Human (Step 2)      |            | Hecho     |            |           |           |
| "The River"                   | 2019 | Aurora  | A Different Kind of Human (Step 2)      | Hecho      | Hecho     |            |           |           |
| "A Different Kind of Human"   | 2019 | Aurora  | A Different Kind of Human (Step 2)      |            |           |            | Hecho     |           |
| "Dance on the Moon"           | 2019 | Aurora  | A Different Kind of Human (Step 2)      |            |           |            | Hecho     |           |
| "Hunger"                      | 2019 | Aurora  | A Different Kind of Human (Step 2)      |            | Hecho     |            |           |           |
| "In Bottles"                  | 2019 | Aurora  | A Different Kind of Human (Step 2)      | Hecho      |           |            | Hecho     |           |
| "Apple Tree"                  | 2019 | Aurora  | A Different Kind of Human (Step 2)      | Hecho      | Hecho     |            |           |           |